# Rzut karny (piłka nożna)

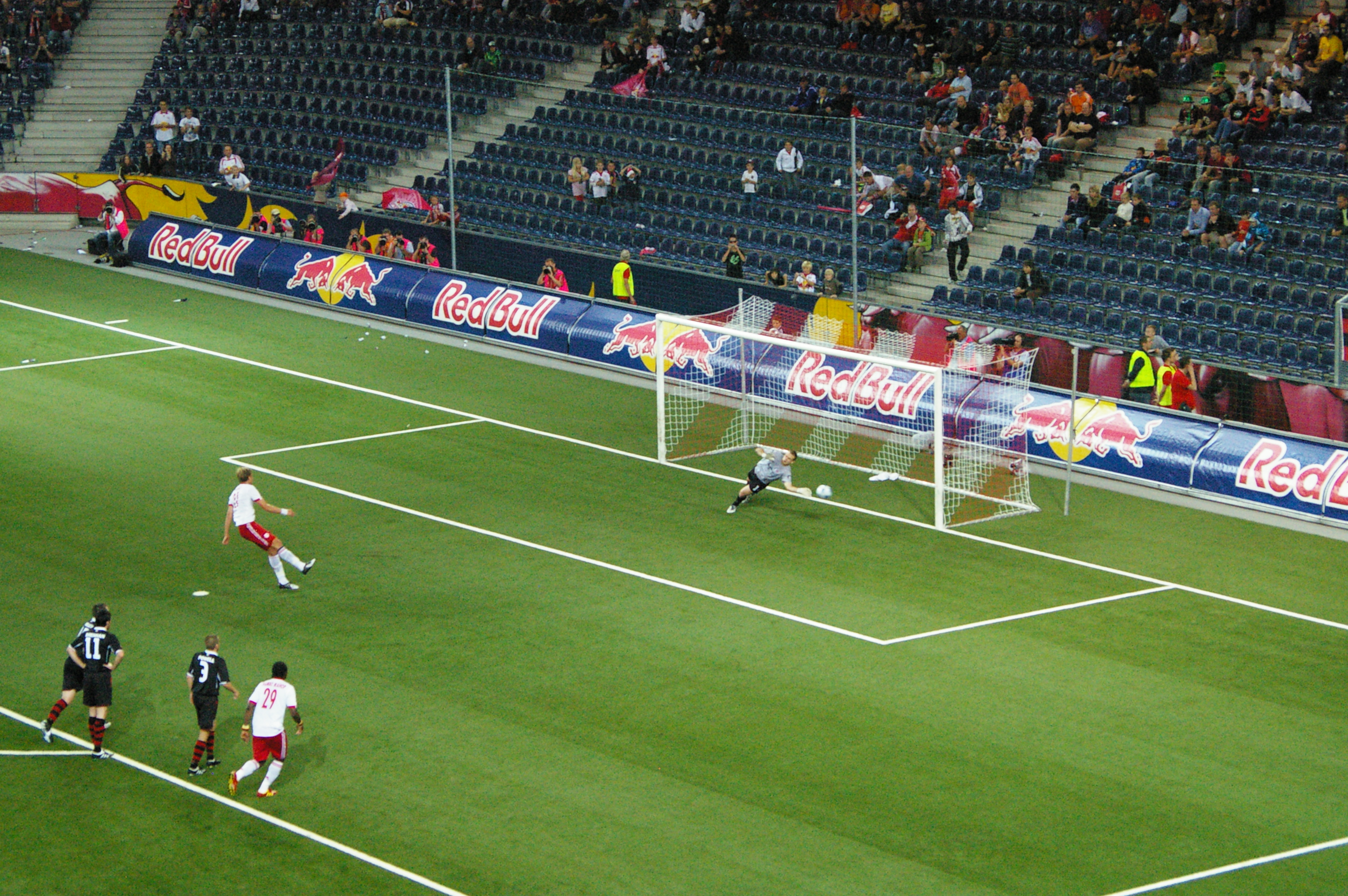
Rzut karny

Rzut karny (ang. penalty kick) – rzut bezpośredni w piłce nożnej wykonywany z odległości 11 m (12 yd) od bramki drużyny przeciwnej.

## Przepisy
Rzut karny dyktowany jest przez sędziego w wyniku faulu lub zagrania ręką przez gracza drużyny broniącej w obrębie swojego pola karnego. W momencie wykonywania rzutu karnego, w polu karnym oraz w łuku przy polu karnym poza zawodnikiem wykonującym rzut karny i bramkarzem nie mogą znajdować się inni zawodnicy. Podczas wykonywania rzutu karnego bramkarz do momentu kopnięcia piłki przez wykonującego rzut karny zobowiązany jest dotykać linii bramkowej przynajmniej jedną nogą, może natomiast się po tej linii poruszać. Rzut karny nie musi być wykonany poprzez strzał bezpośredni do bramki, musi jednak być wykonany do przodu.
W spotkaniach systemem pucharowym rzuty karne niekiedy wykonuje się w celu rozstrzygnięcia danego spotkania. Gdy po upływie regulaminowego czasu 90 minut, oraz po zarządzeniu przez sędziego dogrywki (dwa razy po 15 minut) (jeżeli przepisy szczególne nie stanowią inaczej) nie padnie rozstrzygnięcie, wykonuje się wówczas serię rzutów karnych po 5, na przemian dla każdej drużyny. Jeśli w którymś momencie wykonywania tych rzutów karnych wiadomo już, że jedna z drużyn osiągnęła przewagę i na pewno wygra (np. po trzech strzałach z każdej strony i przewadze większej niż dwie bramki), mecz jest zakończony. Jeżeli po rozegraniu serii rzutów karnych żadna z drużyn nie osiągnęła przewagi bramkowej, wówczas przeprowadza się serię następnych rzutów karnych z tym, że odbywają się one na przemian 1/1 do momentu zdobycia przewagi po danej rundzie rzutów karnych.

## Techniki strzelania rzutów karnych
Można wyróżnić kilka technik wykonywania rzutów karnych. Najefektywniejszą z nich jest strzał w górną część bramki, czyli powyżej połowy jej wysokości. Jest ona tym skuteczniejsza, im bliżej prawego lub lewego górnego rogu zostanie posłana piłka. Metoda ta wymaga jednak wysokich umiejętności i doświadczenia, aby nie zakończyć uderzenia ponad poprzeczką. Dlatego wykonawcy rzutów karnych decydują się często na mniej ryzykowny strzał po ziemi, możliwie blisko słupka. W takim wariancie ważniejsze od siły uderzenia jest posłanie piłki w róg bramki przeciwny do tego, w którego stronę rzuci się bramkarz. Nie powinno się natomiast wykonywać tzw. „strzałów półgórnych”, tzn. oddanych w stronę słupka około wysokości kolan – bramkarz ma wówczas więcej czasu na dosięgnięcie piłki. Znani są zawodnicy (m.in. Ronaldinho, Robert Lewandowski), którzy czekają z decyzją tak długo, aż będą w stanie dostrzec, w którą stronę rzuci się bramkarz – posyłają wówczas piłkę w stronę przeciwną. Jakkolwiek niektórzy bramkarze jedynie markują swoje decyzje, a następnie zmieniają kierunek ruchu (m.in. Artur Boruc). Ponadto istnieją jeszcze takie metody jak np. delikatne podcięcie piłki – w ten sposób karne wykonywał wielokrotnie Antonín Panenka, dlatego tego typu strzały określa się jako „à la Panenka”. W finale MŚ 2006 gola w ten sposób zdobył Zinédine Zidane, a na Euro 2012 Andrea Pirlo oraz Sergio Ramos.
Statystycznie z rzutu karnego udaje się zdobyć bramkę w 85% przypadków.

## Historia rzutów karnych
Pomysłodawcą rzutu karnego był irlandzki przemysłowiec, piłkarz i działacz sportowy William McCrum, który zaproponował jego wprowadzenie w 1890 r. Liga irlandzka jako pierwsza wprowadziła rzut karny, już w tym samym roku.
Często zdarzało się, że dzięki obronieniu strzału z rzutu karnego bramkarz zostawał bohaterem swojej drużyny. Tak było m.in. w 2001 r. gdy w finale Ligi Mistrzów przeciwko Valencii Oliver Kahn obronił trzy rzuty karne. W 2003 r. brazylijski bramkarz Dida obronił trzy rzuty karne w finale Ligi Mistrzów przeciwko Juventusowi. Bohaterem Liverpoolu został Jerzy Dudek, który w finale Ligi Mistrzów popisał się obroną dwóch rzutów karnych. Rozpraszał on zawodników Milanu słynnym „Dudek dance”. Dzięki obronie karnych The Reds wygrali finał tej edycji Ligi Mistrzów. Jednak największą sławę zdobył bramkarz Steauy Bukareszt Helmuth Duckadam, który w 1986 r. w finale Pucharu Europy w Walencji obronił wszystkie cztery rzuty karne strzelane przez piłkarzy FC Barcelony, zapewniając swojemu klubowi zwycięstwo. Wyczyn Duckadama – obronione cztery karne i ani jednego puszczonego gola, nigdy nie został powtórzony w rozgrywkach międzynarodowych.
Trzy razy rzuty karne decydowały o rozstrzygnięciu w finale mistrzostw świata: w 1994 r. Brazylia po remisie 0:0 pokonała rzutami karnymi Włochy, w 2006 r. Włochy po remisie 1:1 pokonały rzutami karnymi Francję, a w 2022 r. Argentyna po remisie 3:3 również pokonała Francję.
Pierwsze wzmianki o serii rzutów karnych przeprowadzanej po dogrywce pochodzą z 1964 r. 15 września 1964 PZPN podjął uchwałę, że w rozgrywkach o puchar kraju po remisowej dogrywce zwycięzcę wyłoni seria rzutów karnych, strzelana w dwóch seriach, najpierw 5 z jednej drużyny potem 5 z innej, przy remisie ponownie 2 serie po 5 zawodników, aż do wyłonienia zwycięzcy. Pierwsze przypadki odnotowano już w lipcu 1965 r. podczas eliminacji mistrzostw Polski juniorów, następne we wrześniu 1965 r. w 1/32 finału Pucharu Polski, gdy 2 spotkania zakończono serią rzutów karnych.
W Europie po raz pierwszy w taki sposób wyłoniono zwycięzcę dopiero we wrześniu 1970 r., w pierwszej rundzie Pucharu Zdobywców Pucharów i Pucharu Miast Targowych. Zastosowanie serii rzutów karnych przypisują sobie Anglicy, bowiem po raz pierwszy w Wielkiej Brytanii doszło do niej 5 sierpnia 1970 w półfinałowym spotkaniu inauguracyjnej edycji Watney Cup, pomiędzy Hull City a Manchesterem United (1:1 w regulaminowym czasie, 3:4 w serii rzutów karnych dla „Czerwonych Diabłów”). W Polsce serie rzutów karnych wykonywano jednak znacznie wcześniej.